# Мафикенг
Мафикенг (некада Мафекинг) је главни град Северозападне покрајине у Јужноафричкој Републици удаљен 1400 km од Кејптауна и 260 km од Јоханезбурга. 2001. године је имао 49.300 становника. Налази се на надморској висини од 1500 метара на обали реке Молопо, 20 километара од јужне границе Боцване. Рудници Мадиби се налазе 15 километара јужно од града. 
Град су основали енглески плаћеници који су добили земљу 1880. године. Мафикенг је седиште народа Баролонг Бу Ратшиди. Град је основао Молема Тавана (око 1822 – јануар 1882).
По избијању Другог бурског рата 1899. град су опколили Бури. Опсада Мафекинга је трајала 217 дана од октобра 1899. до маја 1900. и претворила је Роберта Баден-Пауела у националног хероја. Британци су 1900. године изградили концентрациони логор у Мафекингу за смештај бурских жена и деце. У септембру 1904. лорд Робертс је открио обелиск у Мафекингу који носи имена оних који су пали у одбрани града. Британски губици током опсаде износили су 212 погинулих, војника и цивила и више од 600 рањених.
Иако је био ван граница протектората, Мафекинг је служио као главни град протектората Бечуана од 1894. до 1965. Након локалног референдума, Мафекинг се придружио Бофутацвани 1980. и преименован је у Мафикенг. Град је третиран као предграђе Ммабата.
Град је 2012. године преименован у Мафикенг, како се град звао до 1885. Мафикенг буквално значи „место међу стенама“. Односи се на вулканске стене које су пружале привремено склониште људима из каменог доба како би лакше ловили животиње које пију воду у реци Молопо.

## Клима
| Клима Mafikeng                       | Клима Mafikeng | Клима Mafikeng | Клима Mafikeng | Клима Mafikeng | Клима Mafikeng | Клима Mafikeng | Клима Mafikeng | Клима Mafikeng | Клима Mafikeng | Клима Mafikeng | Клима Mafikeng | Клима Mafikeng | Клима Mafikeng |
| Показатељ \ Месец                    | .Јан.          | .Феб.          | .Мар.          | .Апр.          | .Мај.          | .Јун.          | .Јул.          | .Авг.          | .Сеп.          | .Окт.          | .Нов.          | .Дец.          | .Год.          |
| ------------------------------------ | -------------- | -------------- | -------------- | -------------- | -------------- | -------------- | -------------- | -------------- | -------------- | -------------- | -------------- | -------------- | -------------- |
| Апсолутни максимум, °C (°F)          | 40 (104)       | 39 (102)       | 38 (100)       | 34 (93)        | 31 (88)        | 27 (81)        | 28 (82)        | 32 (90)        | 36 (97)        | 38 (100)       | 38 (100)       | 40 (104)       | 40 (104)       |
| Максимум, °C (°F)                    | 31 (88)        | 30 (86)        | 29 (84)        | 25 (77)        | 23 (73)        | 20 (68)        | 20 (68)        | 23 (73)        | 27 (81)        | 29 (84)        | 30 (86)        | 31 (88)        | 27 (81)        |
| Минимум, °C (°F)                     | 18 (64)        | 17 (63)        | 15 (59)        | 12 (54)        | 7 (45)         | 4 (39)         | 4 (39)         | 6 (43)         | 11 (52)        | 14 (57)        | 16 (61)        | 17 (63)        | 12 (54)        |
| Апсолутни минимум, °C (°F)           | 8 (46)         | 7 (45)         | 4 (39)         | 3 (37)         | −3 (27)        | −6 (21)        | −6 (21)        | −4 (25)        | −2 (28)        | 0 (32)         | 7 (45)         | 1 (34)         | −6 (21)        |
| Количина падавина, mm (in)           | 117 (4,61)     | 83 (3,27)      | 74 (2,91)      | 57 (2,24)      | 14 (0,55)      | 5 (0,2)        | 3 (0,12)       | 5 (0,2)        | 13 (0,51)      | 37 (1,46)      | 64 (2,52)      | 67 (2,64)      | 539 (21,22)    |
| Дани са падавинама                   | 13             | 10             | 10             | 7              | 3              | 1              | 1              | 1              | 2              | 6              | 9              | 9              | 72             |
| Извор: South African Weather Service |                |                |                |                |                |                |                |                |                |                |                |                |                |